# アタック・オブ・ザ・50フィート・チアリーダー
『アタック・オブ・ザ・50フィート・チアリーダー』（原題：Attack of the 50 Foot Cheerleader）は、Kevin O'Neillが監督を務め、ロジャー・コーマンが自身初の3D作品として製作に携わった3Dホラーコメディ映画。
出演は、トリート・ウィリアムズやショーン・ヤング、ジェナ・シムズなど。2012年8月25日に米国ケーブル局Epixで放送された。なお、50フィートは約15mである。
日本では、「未体験ゾーンの映画たち 2014」で上映された。

## あらすじ
キャシー・ストラットフォードは、生物学部に通う地味な理系オタク。母親がかつてアイアンコースト大学のチア応援団のキャプテンで、ゼータ・ミュー・ソロリティの会長だったため、チアリーディングとソロリティの両方に参加するよう迫られる。しかし、現ゼータ会長でチアキャプテンのブリタニー・アンドリューズに拒否される。
大学の生物学部棟で、友人のカイルと一緒に、物を美しくする薬の研究をしているキャシーは、美貌と優れた身体能力を手に入れるためにその新薬を使用することを思いつく。その夜、彼女はその薬を盗み、自分に注射する。薬の効果は抜群で、誰もが羨む美貌を手に入れる。しかし、その薬の副作用で身長が伸び始め、巨大化してしまう。
製薬会社ゼムケム社のグレイ博士が巨大化したキャシーに目を付け、彼女を広告塔として見世物にしようと捕獲を企む。注目を浴びるキャシーに対抗心を燃やすブリタニーは、彼女の活躍に嫉妬する。
キャシーの突然の変貌に何か秘密があると考えたブリタニーは、カイルを誘惑して秘密を知ろうとするが、その結果、誤ってキャシーよりも多くの薬を注射され、さらに巨大化することになる。ブリタニーはアメフトの試合会場であるスタジアムに向かう。
スタジアムに入場したブリタニーは、キャシーと対峙するやキャットファイトへと発展する。キャシーはブリタニーに過剰な量の解毒剤を注入し、彼女をノックアウトする。その後、カイルは解毒剤をキャシーに注射し、彼女は正常な大きさへと戻る。キャシーとカイルがキスしあう一方で、ブリタニーは解毒剤の過剰摂取によって小人のサイズまで縮小され、彼女の仲間のチアリーディングチームにからかわれることになる。

## キャスト
- キャシー・ストラットフォード - ジェナ・シムズ（英語版）：冴えない理系女子大生
- ブレンダ・ストラットフォード - ショーン・ヤング：キャシーの母親
- ミスター・グレイ - トリート・ウィリアムズ
- ジェット - サーシャ・ジャクソン（英語版）：ルームメイト
- ブリタニー・アンドリューズ - オリヴィア・アレクサンダー
- カイル - ライアン・メリマン：研究室の同僚
- Dr. Higgs - テッド・ライミ
- Tiff - Anne McDaniels
- House Mother - メアリー・ウォロノフ
- Ex-Cheerleader - ポーラ・トリッキー（英語版）
- ブランドン - AJ・ラマス（英語版）
- アナウンサー - ブレント・ハフ（英語版）
- ホワイト教授 - ジョン・ランディス
- Dean Hinkle - ロジャー・コーマン：学部長

## 製作
ロジャー・コーマンは、これまで製作した350本以上の映画のそれぞれについて、効率的に作業を進め、事前に計画を立ててきたと述べている。彼は、トロント・スター紙に、2012年7月のコミコンで、本作を初公開したいと語った。コーマンは女優のショーン・ヤングを褒める際、「ショーン、君は映画では素晴らしかったが、ミスキャストだった。母親役にはもったいないくらいだ！」と話したという。本作は、コーマンにとって初の3D作品である。タイトルロールを演じた女優のジェナ・シムズは、2007年のミス・ジョージア・ティーンUSAに選ばれている。
撮影中、シムズとオリヴィア・アレクサンダーは、Twitterで舞台裏の写真をファンに公開したり、YouTubeで動画を公開したりと、本作を大いに宣伝した。彼女たちは巨大チアリーダーの衣装を着て、コミコンでロジャー・コーマンに同行した。また、第85回アカデミー賞でもコーマンに同伴した。
本作は、2013年の書籍『Crab Monsters, Teenage Cavemen, and Candy Stripe Nurses: Roger Corman: King of the B Movie』（著者：Chris Nashawaty）で紹介された。
オリヴィア・アレクサンダーが歌う「Attack Attack」は、本作のオープニング・クレジットで使われている。彼女は、本作のために「Attack Attack」、「It's On」、「VIP」の3曲を作詞し、歌った。2012年8月9日に撮影された「It's On」のミュージックビデオは、アレクサンダーのYouTubeチャンネルで公開されている。

## 公開
2012年7月14日にサンディエゴ・コミコンで初公開され、2012年9月22日に3D映画祭でも上映された。2012年8月25日に米国ケーブル局Epixで正式に公開された。
ライオンズゲート社は、2015年に特典のないバージョンをDVDでリリースした。現在、ブルーレイでの発売は予定されていないので、映画『アタック・オブ・ザ・50フィート・チアリーダー』は、ブルーレイのバージョンがなく、通常のDVDのみがリリースされている数少ない作品の一本となっている。